# グリセロールデヒドラターゼ
グリセロールデヒドラターゼ(Glycerol dehydratase、EC 4.2.1.30)、以下の化学反応を触媒する酵素である。
グリセロール{\displaystyle \rightleftharpoons }3-ヒドロキシプロパナール + H2O
従って、この酵素の基質はグリセロールのみ、生成物は3-ヒドロキシプロパナールと水の2つである。
この酵素はリアーゼ、特に炭素-酸素結合を切断するヒドロリアーゼに分類される。系統名は、グリセロール ヒドロリアーゼ (3-ヒドロキシプロパナール形成)(glycerol hydro-lyase (3-hydroxypropanol-forming))である。他に、glycerol dehydrase、glycerol hydro-lyaseとも呼ばれる。この酵素は、グリセロ脂質の代謝に関与している。補酵素としてコバラミンを必要とする。

## 構造
2007年末時点で、2つの構造が解明されている。蛋白質構造データバンクのコードは、1IWPと1MMFである。